# Cementiri de Castellar del Vallès
El Cementiri de Castellar del Vallès és un cementiri modernista del municipi de Castellar del Vallès (Vallès Occidental). És una obra inclosa en l'Inventari del Patrimoni Arquitectònic de Catalunya.

## Descripció
El Cementiri de Castellar del Vallès és un testimoni arquitectònic dins dels diferents estils d'arquitectura que es produïen a la ciutat, sempre però, a petita escala. D'altra banda són també un inventari simbòlic i psicològic d'un període de la història de l'arquitectura que va des del neoclassicisme romàntic fins als límits postmodernistes.
El Cementiri de Castellar del Vallès respon al modernisme darrer quan hi trobem els últims exemples de tombes monumentals junt a les rengleres de nínxols. Els elements funeraris en aquest període, abandonen la seva triomfalitat i ens demostren solament la pèrdua d'una vida i el manteniment d'un record. L'entrada sembla imitar les formes franceses d'avingudes i jardins. Les capelles-panteó semblen passar del naturalisme floral a l'estructura ciclòpia.
L'entrada del cementiri manté un record de les formes franceses d'avingudes i jardins post romàntiques. Aquest cementiri manté una evocació naturalista a les imitacions de les formes franceses.
Les característiques dels panteons comporten, a més de la transformació i amalgama d'aspectes artístics que abasten la total decoració en tots els detalls.

## Història
El projecte de l'entrada és obra d'Antoni de Falguera Sivilla. Es realitzà, l'any 1916. Les tombes-panteó són de la dècada de 1920. Els cementiris urbans sorgiren a partir de la segona meitat del segle xix.
Hi és enterrat el pedagog de l'art Víctor Masriera i Vila (Barcelona, 1875 - Castellar del Vallès, 1938).<